# 에이드리엔 워런
에이드리엔 워런(Adrienne Warren, 1987년 5월 6일 ~ )은 미국의 배우, 가수, 댄서이다.

## 연극
- 드림걸스 (뮤지컬)

## 텔레비전
- 블루 블러드 (드라마)
- 오렌지 이즈 더 뉴 블랙
- 로열 페인스
- 콴티코